# Жуковский, Виталий Леонидович
Виталий Леонидович Жуко́вский (бел. Віталь Леанідавіч Жукоўскі; род. 17 мая 1984, Михановичи, Минская область) — белорусский футболист, тренер.

## Игровая карьера
Воспитанник Бориса Михайловича Лазарчика. Сначала занимался в Михановичах, затем перешёл в «СДЮШОР-Динамо» к Юрию Погальникову. Через некоторое время опять вернулся к первому тренеру в «Атаку-Ауру», а потом в «Олимпию».
Вызывался в юношескую сборную Белоруссии.
Первый профессиональный контракт подписал с «Торпедо-МАЗ», откуда ушёл в дубль борисовского БАТЭ. Провёл там два сезона, был капитаном. Когда Жуковскому было 17 лет, главный тренер «жёлто-синих» Юрий Пунтус перевел его в основной состав, но спустя время футболист получил травму колена, которая оказалась очень серьёзной и не позволила продолжить игровую карьеру.

## Тренерская карьера
Тренерскую карьеру Жуковский начал в 2010 году, возглавив футбольный клуб «Ислочь». Принял команду на чемпионате Минской области, а спустя несколько лет вывел её на самый высокий республиканский уровень. В 2015 году «волки» досрочно заняли первое место в розыгрыше Первой лиги и впервые в истории вышли в Высшую лигу. Является самым молодым главным тренером Высшей лиги Белоруссии.
В январе 2017 года продлил тренерскую лицензию категории «А». В 2019 году получил тренерскую лицензию категории «PRO».
В декабре 2020 года покинул ФК «Ислочь» и возглавил борисовский БАТЭ, который покинул в декабре 2021 года.
23 августа 2022 года назначен на пост главного тренера ФК «Атырау». Под его руководством команда финишировала на 7-й строчке чемпионата Казахстана.
В январе 2025 года назначен на пост главного тренера ФК «Туран». В июне 2025 года ушел с должности, клуб также покинули белорусские ассистенты Жуковского Павел Плют и Андрей Мисюк. С ними «Туран» набрал 11 очков в 13 турах чемпионата Казахстана. Впоследствии вернулся в «Атырау», замыкающий таблицу розыгрыша.

## Достижения

### Тренерские
«Ислочь»
- Бронзовый призёр Второй лиги: 2012
- Бронзовый призёр Кубка регионов УЕФА: 2013
- Чемпион Первой лиги: 2015

БАТЭ
- Серебряный призёр чемпионата Белоруссии: 2021
- Обладатель Кубка Белоруссии: 2020/21